# Wakamaru

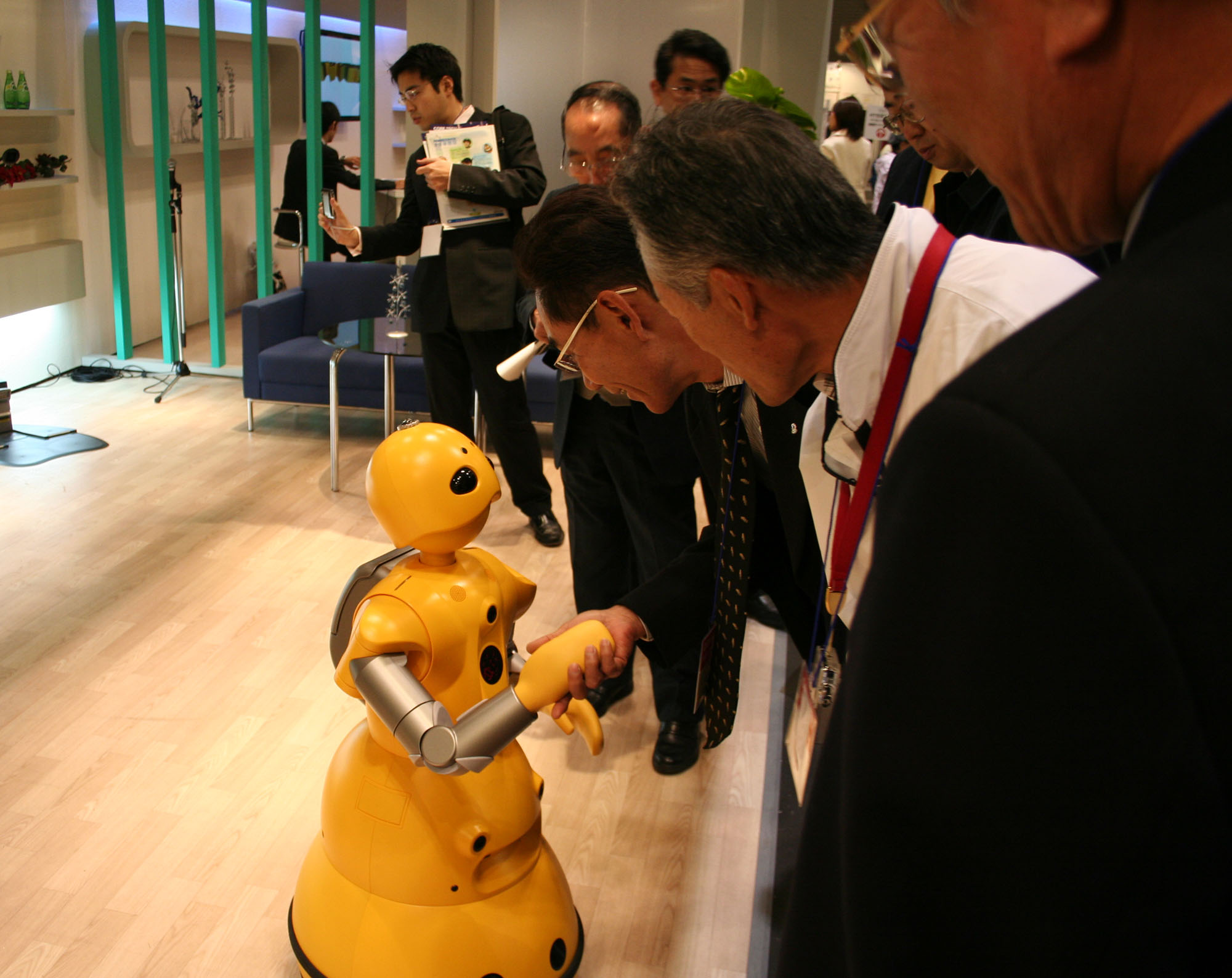

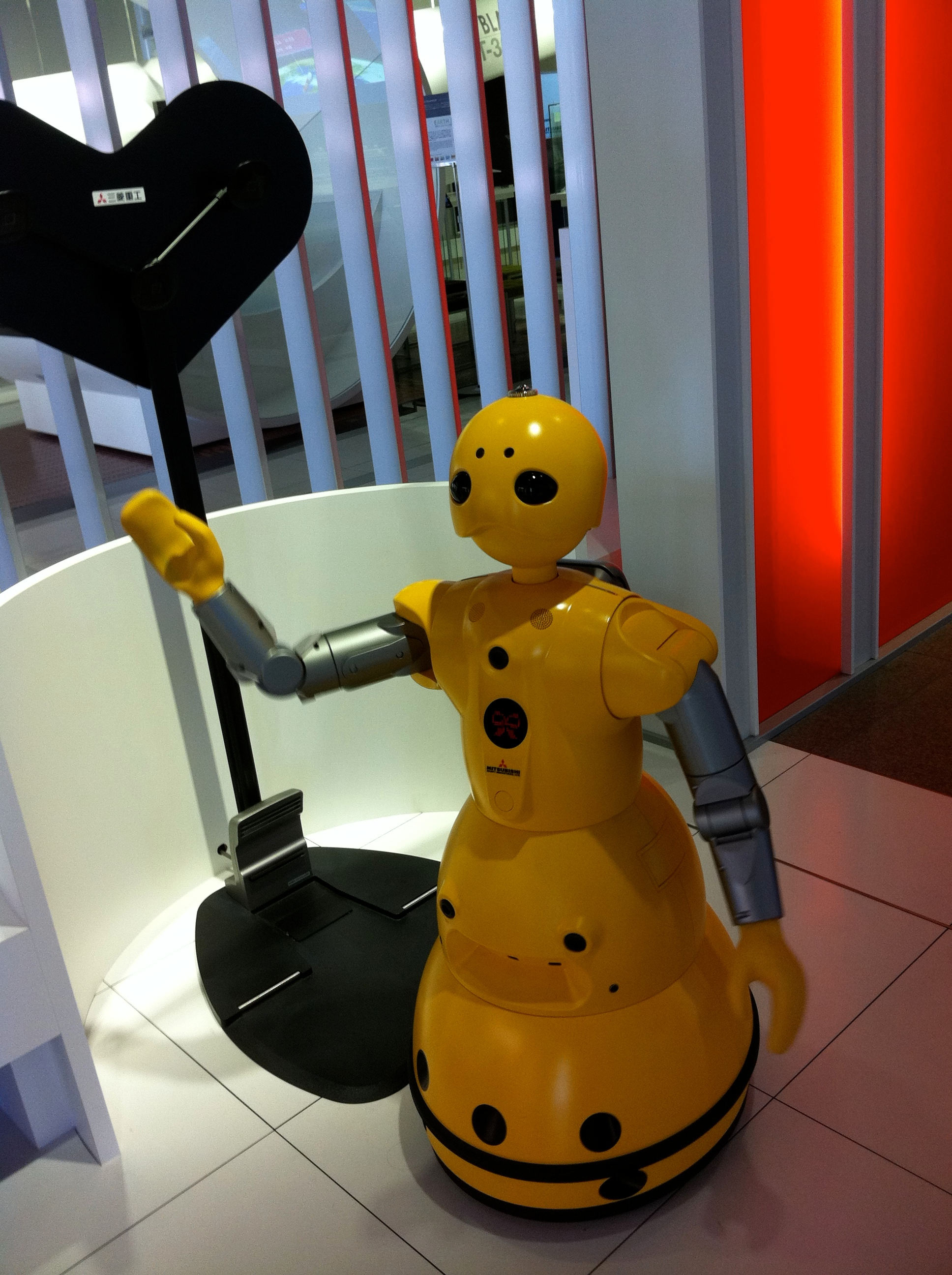

wakamaru（わかまる）は三菱重工業が開発したロボットである。身長100cm、直径45cm、体重30kg。人間とコミュニケーションするロボットであり、周囲の視覚情報から人間を検出してオーナ（２人まで）とオーナ以外（８人まで）の顔を識別したり、音声を認識して簡単な対話をするなどの機能がある。インターネットを通じてニュースなどを受信することもできる、留守番時に外出先から遠隔操作して確認する機能や、自動的に移動物や物音を検知すると指定の連絡先へ通知する機能も持つ。車輪走行で、10 mm までの段差は安定して乗り越えることができるが、原則バリヤフリーな環境での移動を想定している。10 mm を超える段差や障害物を回避するためには超音波センサを装備。本体最外周部にはバンパー、腕には衝突検出センサを装備し、万一何かに当たった場合には即座に停止するシステムとしている。
デザインは喜多俊之。人間が一番信頼できる存在は人間であるという心理を利用して人型のフォルムを採用し、さらに良いパートナーシップを感じさせるために意図的に大きな瞳とし、唇(上顎)は表情を感じさせるラインとし、産業用ロボット的なアームで構成されたロボットと同じ作業をした時の被験者への心理的な反応を比較する実験ではwakamaruの方が評価が高くなる結果が得られた。「wakamaru」の名は源義経の幼名牛若丸にちなむ。
2003年に初めて報道公開された。2005年日本国際博覧会では三菱未来館の案内役を務めた他、2010年にはあいちトリエンナーレにおいて平田オリザが脚本・演出の舞台に出演している。
国際電気通信基礎技術研究所で開発されたRobovieをベースに比較的安価な超音波距離センサとスポット検出型の赤外線距離センサを複数組み合わせることで必要とされる機能を実現し一般ユーザーが購入できるようモニタ販売され実際の家庭の中で情報提供用ロボットとして使われたが、実用には至らなかった。